# Bingo 3000
De Bingo 3000 is een ontwerp van een halfafzinkbaar platform van Trosvik Engineering en Maritime Engineering. Het ontwerp van deze derde generatie van halfafzinkbare platforms bestaat uit twee pontons met daarop elk drie kolommen en een rechthoekig dek. Er zijn vijf platforms volgens dit ontwerp gebouwd, waarbij twee voor Penrod Drilling volgens het grotere Bingo 4000-ontwerp.

## Bingo 3000-serie
| Naam          | Werf                            | Jaar | IMO-nummer |
| ------------- | ------------------------------- | ---- | ---------- |
| West Vanguard | Trosvik Mekaniske Verksted      | 1982 | 8756631    |
| Ross Isle     | Kaldnes Mekaniske Verksted, 219 | 1983 | 8754487    |
| Dyvi Omega    | CNIM                            | 1983 | 8753469    |
| Penrod 76     | NKK                             | 1983 | 8753706    |
| Penrod 77     | NKK                             | 1983 | 8753718    |